# Propaganda (musikgrupp)
Propaganda är en tysk synthpop-grupp bildad 1982 i Düsseldorf av Ralf Dörper (Die Krupps), Andreas Thein (senare ersatt av Michael Mertens) och Susanne Freytag. Strax därefter tillkom även sångerskan Claudia Brücken. De fick kontakt med det nystartade brittiska skivbolaget ZTT Records och började samarbeta med producenten Trevor Horn. 1984 fick de en hit med sin första singel Dr. Mabuse. Den fortsatta lanseringen av gruppen fick dock skjutas upp på grund av att skivbolaget och Horn istället satsade allt på att lansera Frankie Goes To Hollywood. Nästa singel Duel dök inte upp förrän efter drygt ett år och blev gruppens definitiva genombrott. Därefter släpptes det kritikerrosade album A Secret Wish och de fick ännu en hit med p:Machinery.
Efter ett kontraktsbråk med ZTT lämnade Brücken gruppen 1986 för en solokarriär. Senare bildades en ny upplaga av bandet med sångerskan Betsi Miller och före detta Simple Minds-medlemmarna Derek Forbes och Brian McGee. De fick 1990 en hit med låten Heaven Give Me Words och gav ut albumet 1234.
2018 återkom Susanne Freytag och Claudia Brücken som duon xPropaganda och återförenades med A Secret Wish-producenten Stephen Lipson för att skriva och spela in nytt material. Detta resulterade i albumet The Heart is Strange som utgavs i maj 2022.

## Diskografi
- A Secret Wish — 1985 med sången Duel
- Wishful Thinking — 1985 (Remixalbum)
- 1234 — 1990
- Outside World — 2002 (Samlingsalbum)
- A Secret Wish (Deluxe Edition) — 2010

xPropaganda
- The Heart is Strange — 2022